# Lipsothrix hynesiana
Lipsothrix hynesiana är en tvåvingeart som beskrevs av Alexander 1964. Lipsothrix hynesiana ingår i släktet Lipsothrix och familjen småharkrankar. Inga underarter finns listade i Catalogue of Life.